# Cerro Paranal
El cerro Paranal és una muntanya situada en el desert d'Atacama, al nord de Xile. Se situa a 120 km al sud d'Antofagasta i a 80 km al nord de Taltal, 12 km a l'interior. És famós perquè en ell està situat l'observatori Paranal, operat per l'Observatori Europeu Austral.

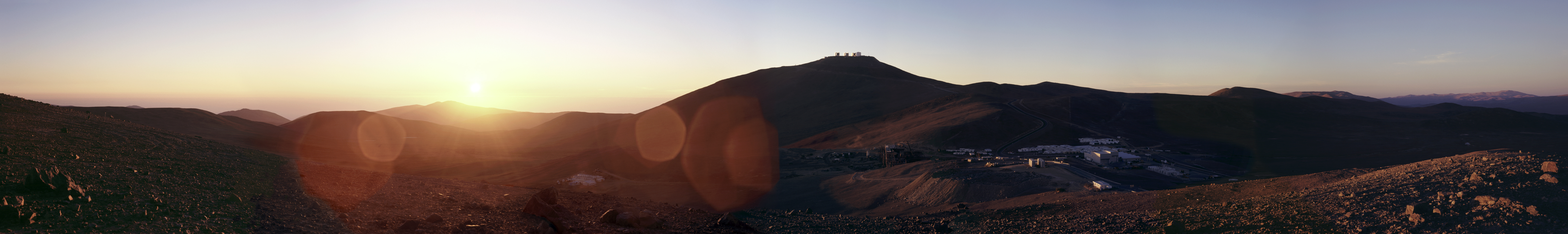
Vista panoràmica de la posta del sol de l'Observatori Paranal

La ubicació va ser escollida per la seva excel·lent condició atmosfèrica i climàtica, a més de la seva llunyania de zones amb contaminació lumínica i pols en suspensió; factors que dificultarien les operacions.